# Brighton Pier
El Palau Marina de Brighton és una zona recreativa en una passera sobre el mar a Brighton, comtat de Sussex, Anglaterra. Originalment se'l coneixia com The Palace Pier, el Moll del Palau, però l'any 2000, l'empresa propietària, the Noble Organisation, canvià el nom per Brighton Pier, o Moll de Brighton.